# Jan van der Veen (voetballer)
Jan van der Veen (Meppel, 6 juli 1948) is een oud-profvoetballer die in Nederland voor Sparta, Go Ahead Eagles, Willem II  en Helmond Sport uitkwam. Ook speelde hij in België en in de Verenigde Staten. Hij speelde ook voor Jong Oranje.